# این شفر
این شفر (انگلیسی: Ine Schäffer; ۲۸ مارس ۱۹۲۳ – ۱۹ مارس ۲۰۰۹) ورزشکار دو و میدانی اهل اتریش بود.